# Zhongshan
Zhongshan (chinesisch 中山市, Pinyin Zhōngshān Shì, Jyutping Zung1 Saan1 Si5) ist eine bezirksfreie Stadt in der südchinesischen Provinz Guangdong, am westlichen Ufer des Perlflussdeltas.

## Allgemeine Daten
Zhongshan ist mit einer Fläche von 1.784 km² (0,99 % der Fläche Guangdongs) die zweitkleinste der 21 bezirksfreien Städte Guangdongs. Zhongshan hat 4.418.060 Einwohner (Stand: Zensus 2020). Die Bevölkerungsdichte beträgt rund 2.477 Einwohner je km². Zhongshan ist der Herkunftsort von etwa 700.000 Auslandschinesen und Bewohnern Hongkongs und Macaos.

## Geschichte
In der Tang-Dynastie gehörte das Gebiet des heutigen Zhongshan, das damals Xiangshan (香山) hieß, zum damaligen Kreis Dongguan (东莞县). Im Jahre 1152, während der Song-Dynastie, wurde es abgetrennt und zu einem eigenständigen Kreis Xiangshan (香山县) gemacht. 1866 wurde der chinesische Revolutionsführer und Staatsmann Sun Yat-sen (in China bekannter unter dem Namen Sun Zhongshan) im damaligen Dorf Cuiheng (翠亨村) der heutigen Großgemeinde Nanlang (南朗镇) geboren. Nach seinem Tod im Jahr 1925 wurde der Kreis zu seinen Ehren in Kreis Zhongshan (中山县) umbenannt. 1961 wurde der Kreis Zhuhai (珠海县) aus Zhongshan herausgelöst. Auch in den folgenden Jahren hatte er weitere Flächen an die umliegenden Kreise abzugeben, so dass er 1979 ca. 43 % seiner ursprünglichen Fläche verloren hatte. 1983 wurde der Kreis Zhongshan in eine kreisfreie Stadt umgewandelt, die im Januar 1988 zur bezirksfreien Stadt erhoben wurde. Das Haus Sun Zhongshans ist heute eine wichtige Touristenattraktion der Stadt und steht auf der Liste der Denkmäler der Volksrepublik China.

## Administrative Gliederung

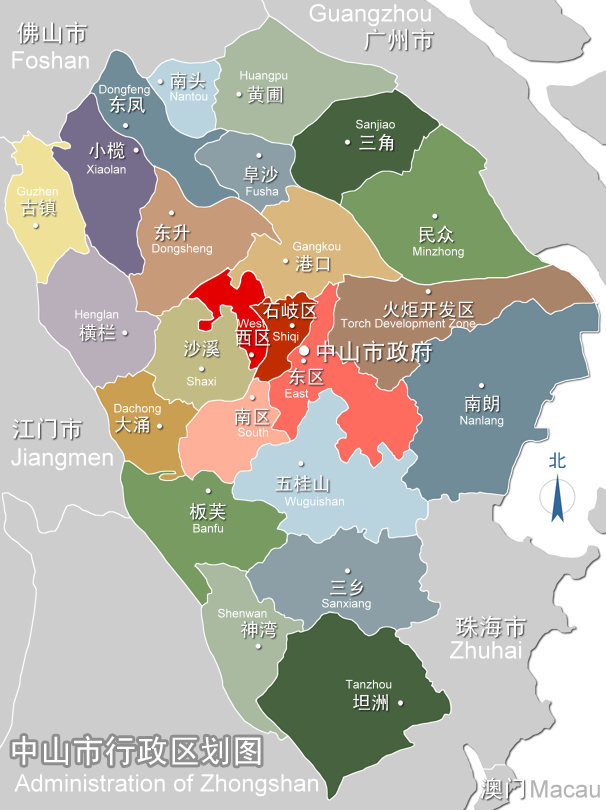
Administrative Gliederung von Zongshan

Obwohl Zhongshan eine bezirksfreie Stadt ist, wurde sie nicht in weitere Verwaltungseinheiten auf Kreisebene (Stadtbezirke, Kreise, kreisfreie Städte) unterteilt. In Zhongshan bilden Kreis- und Bezirksebene eine Einheit, die politisch-administrativ auf Bezirksebene angesiedelt wurde. Auf Gemeindeebene setzt sich Zhongshan aus sechs Straßenvierteln und 18 Großgemeinden zusammen. Diese sind:
- Straßenviertel Shiqi (石岐街道);
- Straßenviertel Dongqu (东区街道);
- Straßenviertel Xiqu (西区街道);
- Straßenviertel Huancheng (环城街道);
- Straßenviertel Zhongshangang (中山港街道);
- Straßenviertel Wuguishan (五桂山街道);
- Großgemeinde Gangkou (港口镇);
- Großgemeinde Sanjiao (三角镇);
- Großgemeinde Minzhong (民众镇);
- Großgemeinde Nanlang (南朗镇);
- Großgemeinde Sanxiang (三乡镇);
- Großgemeinde Tanzhou (坦洲镇);
- Großgemeinde Shenwan (神湾镇);
- Großgemeinde Banfu (板芙镇);
- Großgemeinde Dayong (大涌镇);
- Großgemeinde Shaxi (沙溪镇);
- Großgemeinde Henglan (横栏镇);
- Großgemeinde Guzhen (古镇镇);
- Großgemeinde Xiaolan (小榄镇);
- Großgemeinde Dongfeng (东凤镇);
- Großgemeinde Nantou (南头镇);
- Großgemeinde Fusha (阜沙镇);
- Großgemeinde Huangpu (黄圃镇);
- Großgemeinde Dongsheng (东升镇).

## Geographie

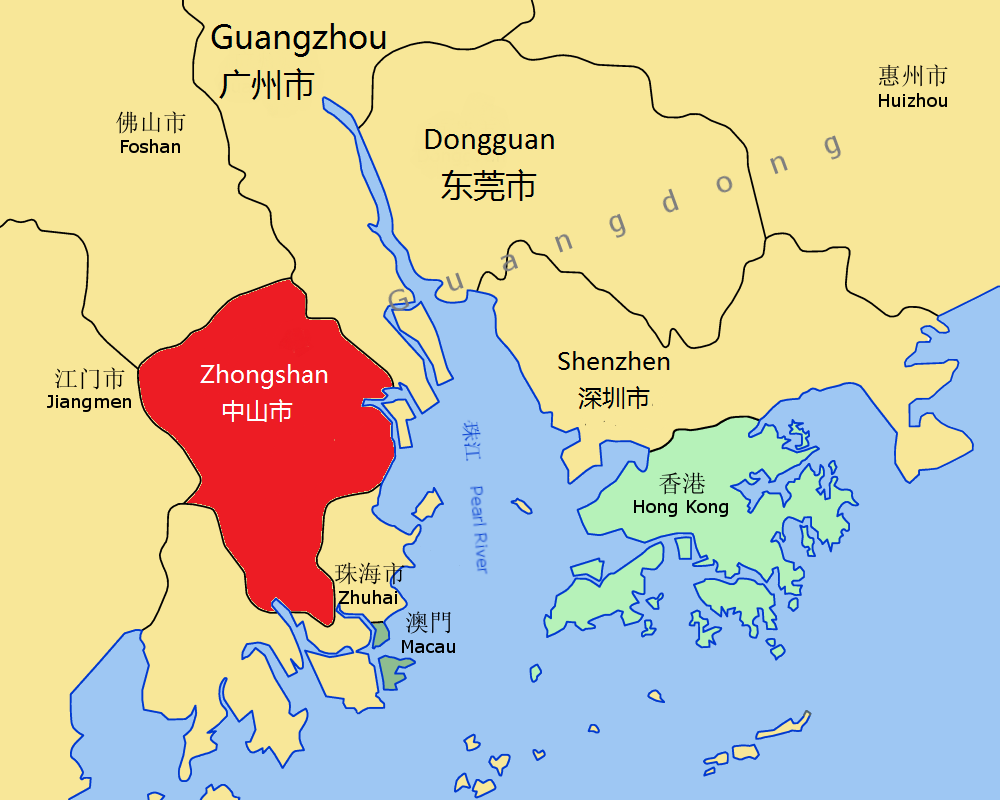
Zhongshans Lage im Perlfluss-Delta

Zhongshan liegt im Perlflussdelta, am westlichen Ufer der Mündung des Flusses in das Südchinesische Meer. Es grenzt an die Präfekturen Guangzhou und Foshan im Norden, Jiangmen im Westen und Zhuhai im Süden.
Das Klima in Zhongshan ist subtropisch und ozeanisch.
Die Durchschnittstemperaturen liegen im Januar bei 13,3 °C und im Juli bei 28,4 °C. Die Niederschläge pro Jahr und Quadratmeter betragen 1748,3 mm.
Seit dem 30. Juni 2024 führt der Shenzhen–Zhongshan Link, eine 24 Kilometer lange Straßenverbindung aus Brücken und Tunnel, über den Perfluss nach Shenzhen.

## Sonstiges
- Der höchste Aufzugstestturm der Welt steht hier. Er wurde von thyssenkrupp erbaut und ist mit 248 m zwei Meter höher als der bisherige Rekordhalter, der thyssenkrupp Testturm in Rottweil.
- In Zhongshan befindet sich ein Lampenmuseum in Form einer riesigen Öllampe mit 253,8 Meter Höhe in Bau.[2]

## Städtepartnerschaften
- Moriguchi, Japan, seit 1988
- Honolulu, Vereinigte Staaten, seit 1997
- Alameda County, Vereinigte Staaten, seit 2002
- Cairns, Australien, seit 2003
- Culiacán, Mexiko, seit 2007

## Söhne und Töchter der Stadt
- Jiang Jialiang (* 1964), Tischtennisspieler
- Wang Xueer (* 1998), Schwimmerin

## Film
- Erstaunliche Gärten – Der Werftpark Zhongshan in China. (OT: Étonnants jardins. Le jardin Zhongshan, Chine.) Dokumentarfilm, Frankreich, 2017, 26:09 Min., Buch und Regie: Stéphane Carrel, Produktion: arte France, Cinétévé, Reihe: Erstaunliche Gärten (OT: Étonnants jardins), Erstsendung: 3. September 2017 bei arte, Inhaltsangabe von ARD, online-Video, u. a. mit dem Landschaftsarchitekten Dr. Yu Kongjian.

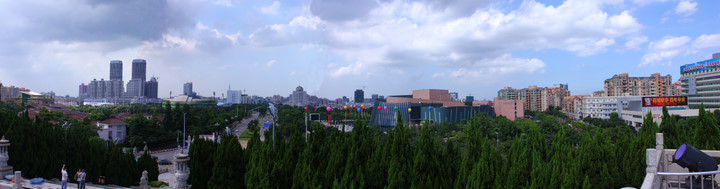
Stadtsilhouette von Zhongshan, 2011
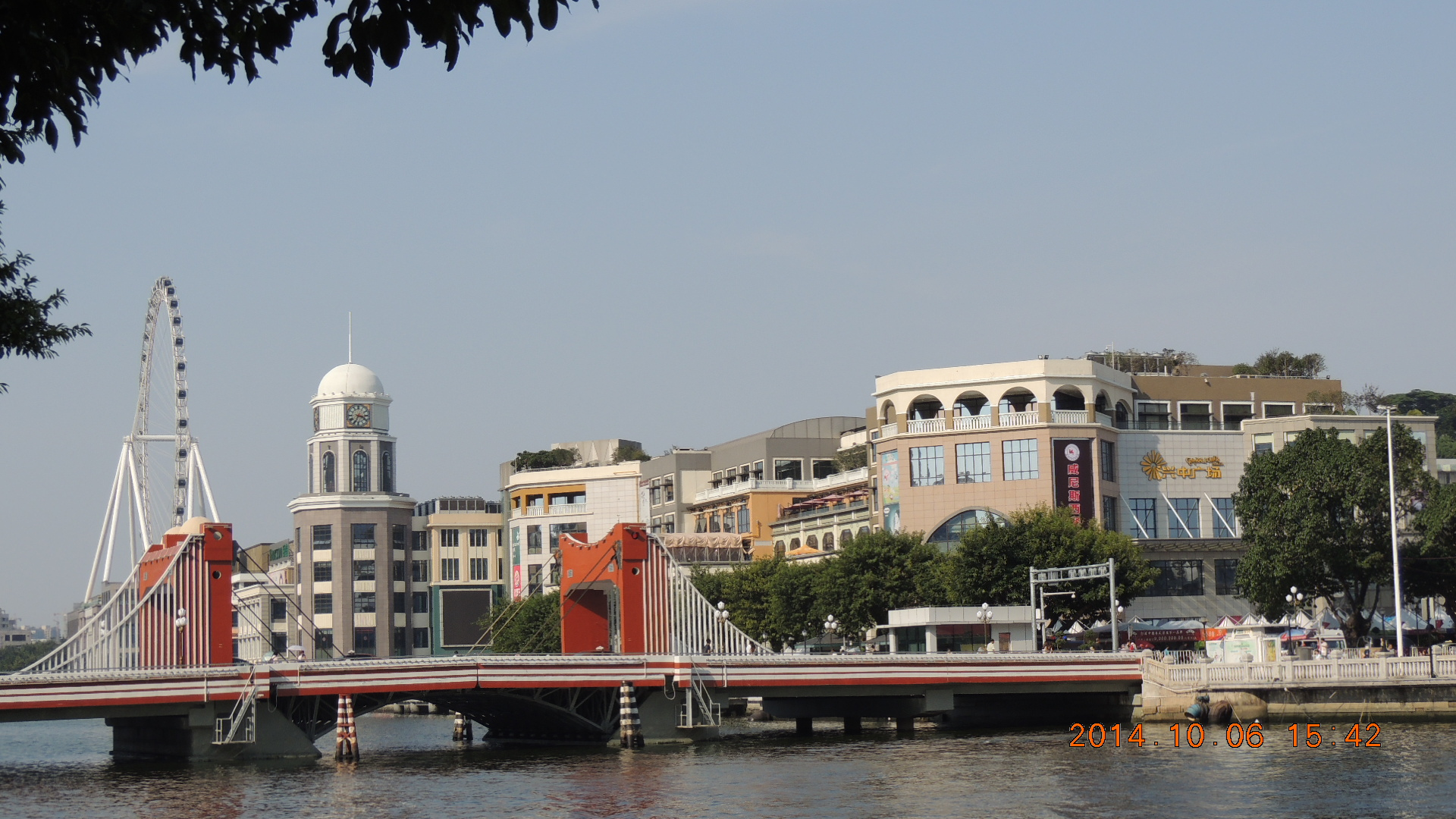
Hebebrücke an der Fuhua-Straße, Zhongshan
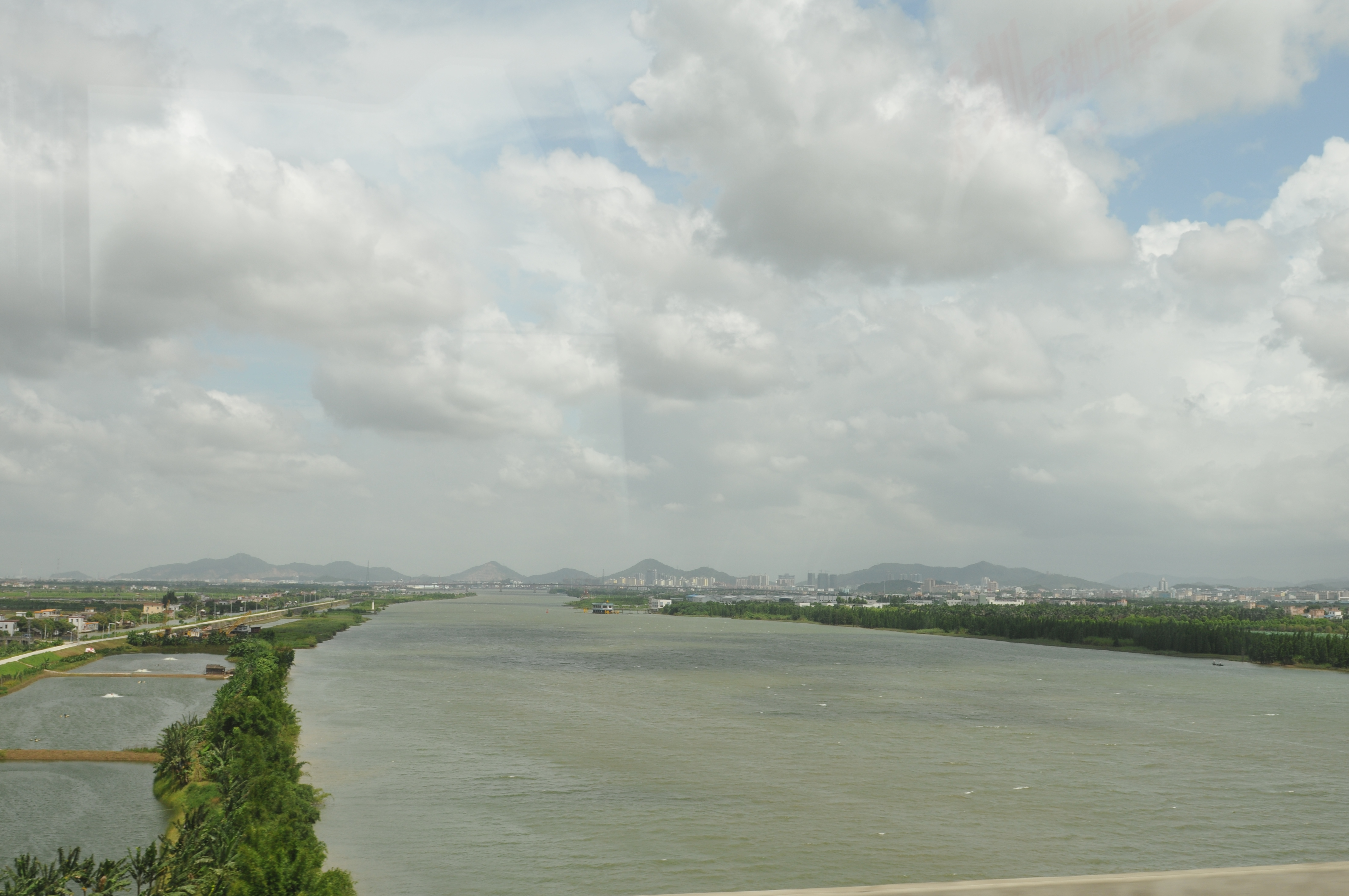
Perlfluss bei Zhongshan
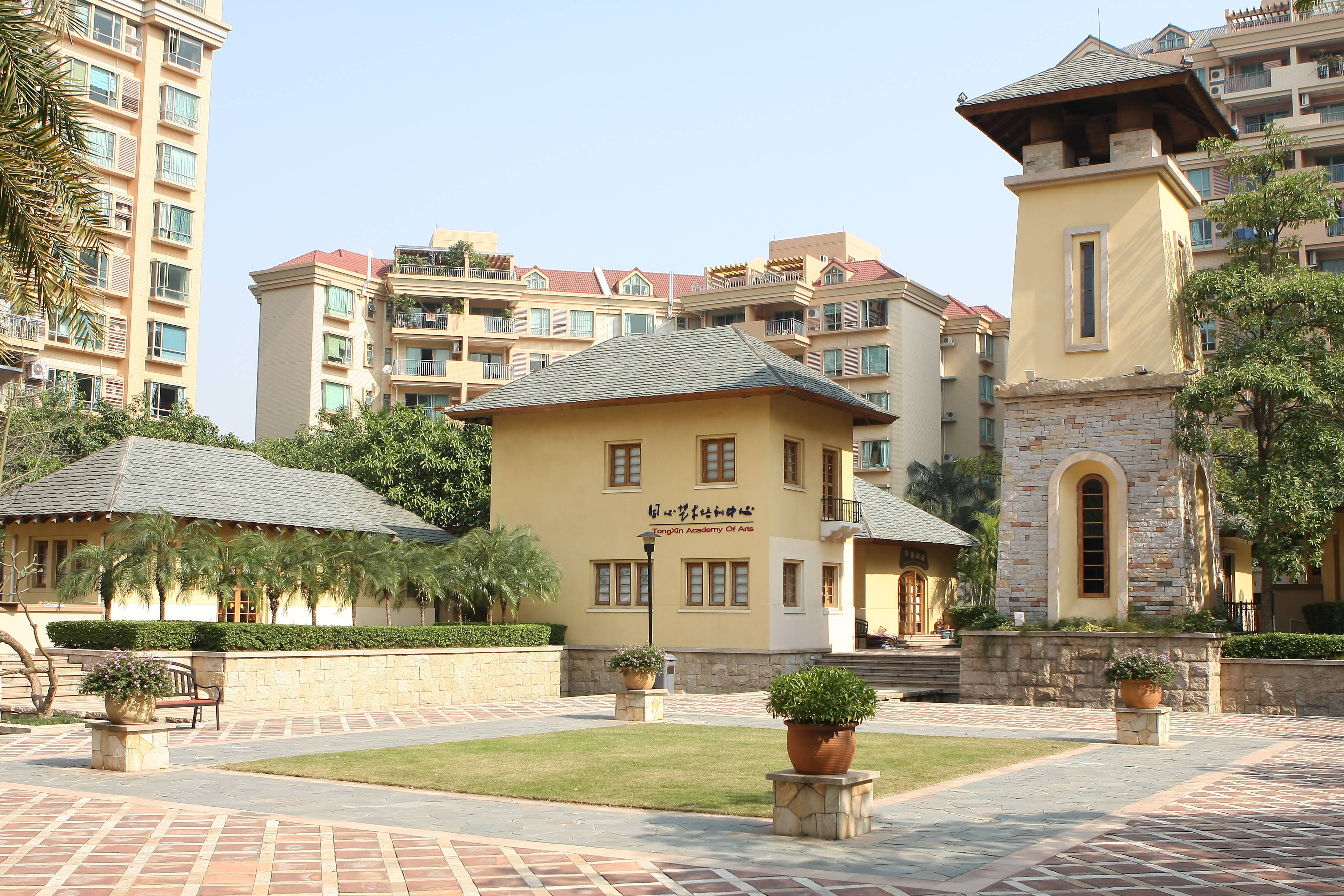
Musikschule TongXin
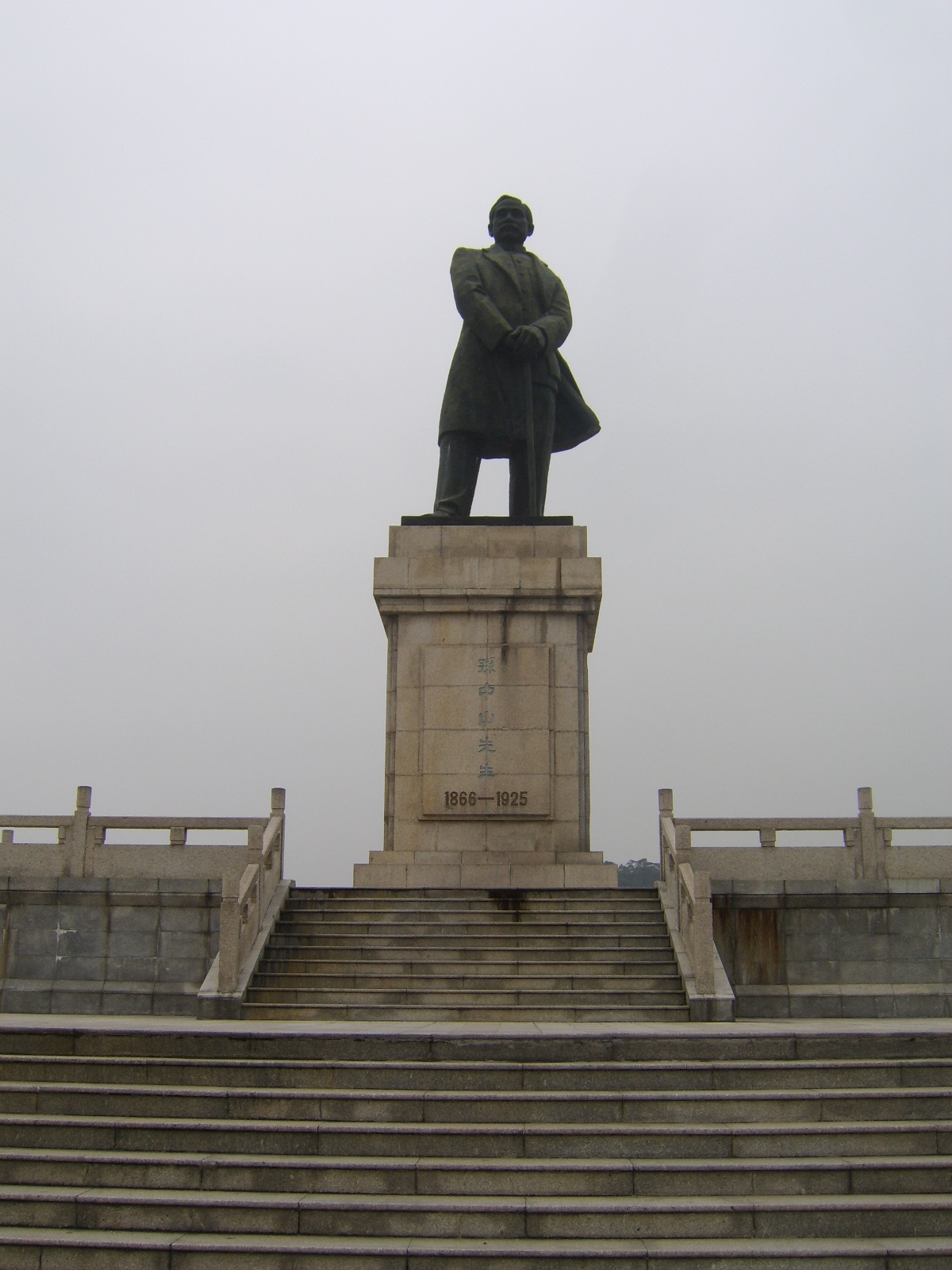
Das Standbild von Sun Yat-sen ist ein beliebtes Ziel für Touristen in Zhongshan
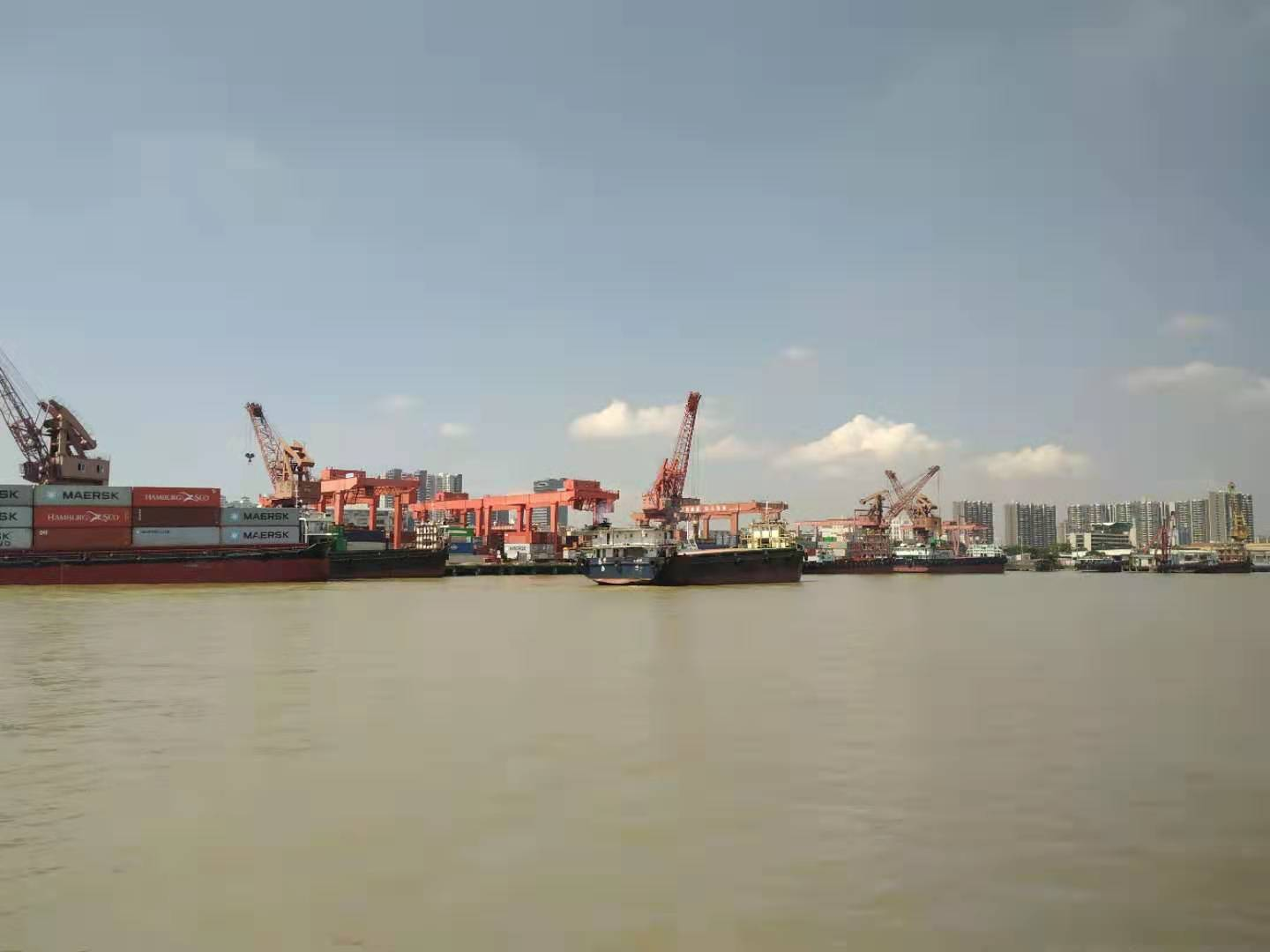
Industriehafen
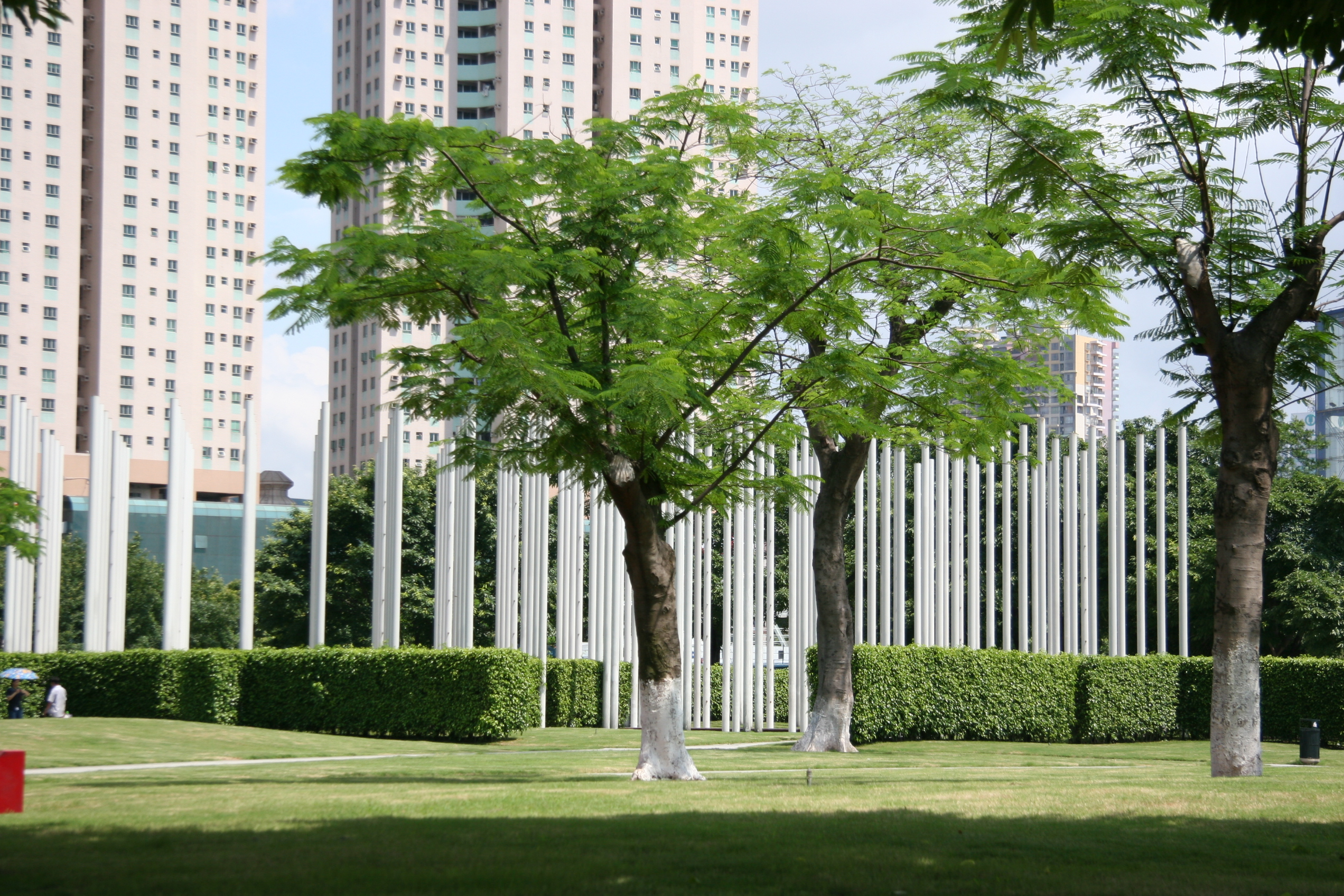
Werftpark von Zhongshan
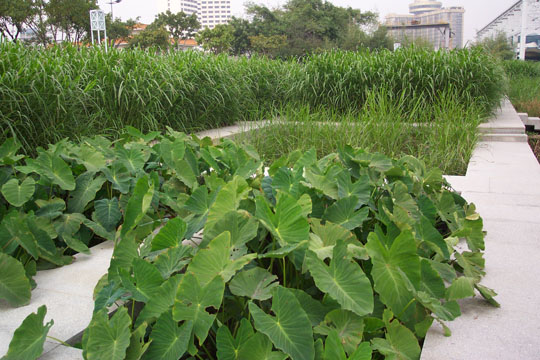
Wasserpflanzen in Überflutungsbecken
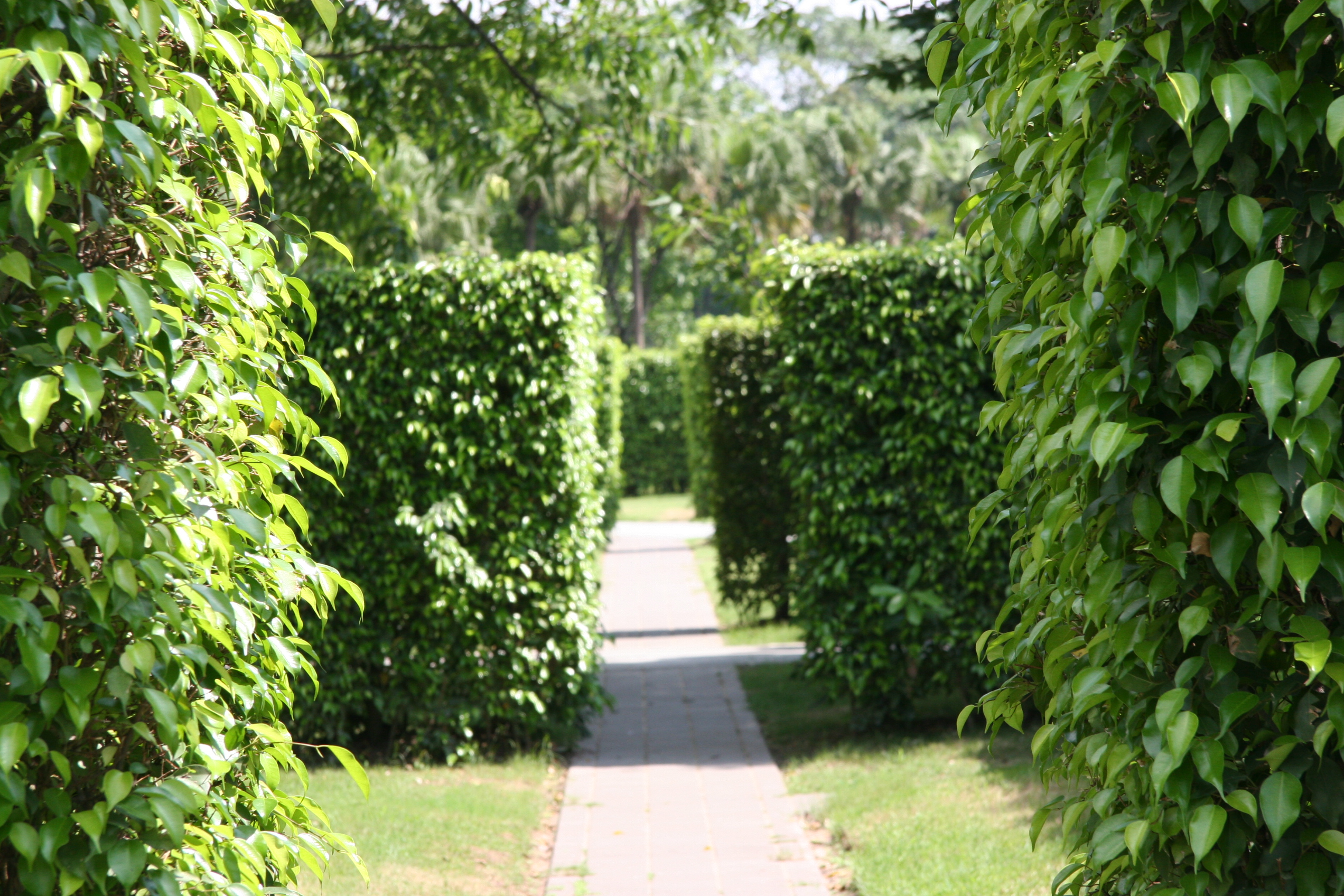
Heckenbepflanzung